# ベルトゥ・ユルドゥルム
ベルトゥ・エズギュル・ユルドゥルム（トルコ語: Bertuğ Özgür Yıldırım, 2002年1月12日 - ）は、トルコ・イスタンブールキャウトハーネ区出身のプロサッカー選手。ヘタフェCF所属。トルコ代表。ポジションはFW。

## クラブ経歴
2018-19シーズンにトルコ3部リーグに所属していたサルイェルSKでキャリアをスタートさせた。
2021年6月3日、スュペル・リグのハタイスポルへ移籍した。同年8月14日、カスムパシャSKとのリーグ戦でプロデビューを果たした。プロ初ゴールは2021-22シーズン最終節のギレスンスポル戦であり、1ゴール1アシストの活躍で4-1の勝利に貢献した。
2023年8月29日、スタッド・レンヌへ移籍し、5年契約を結んだ。
2024年8月24日、ヘタフェCFにレンタル移籍した。

## 代表経歴
2023年9月8日、UEFA EURO 2024予選のアルメニア代表戦でトルコ代表デビューを果たすと、デビュー戦ながらフル代表初得点も記録し、1-1の引き分けに貢献した。